# Fluazinam
Fluazinam ist eine chemische Verbindung aus der Gruppe der 2,6-Dinitroaniline und Pyridine. Die Verbindung wurde von Ishihara Sangyō entwickelt und 1990 als Fungizid eingeführt.

## Gewinnung und Darstellung
Fluazinam kann durch Umsetzung von 5,6-Dichlor-3-trifluormethylpyridin mit 2,6-Dinitro-3-chlor-4-trifluormethylanilin gewonnen werden. Alternativ kann 5,6-Dichlor-5-trifluormethylpyridin auch zuerst mit Ammoniak und anschließend mit 2,6-Dinitro-3-chlor-4-trifluormethylchlorbenzol umgesetzt werden. 5,6-Dichlor-5-trifluormethylpyridin entsteht durch Chlorierung und Fluorierung von 3-Methylpyridin.

## Verwendung
Fluazinam ist ein nicht-systemisches Fungizid, das durch Unterbrechen der oxidativen Phosphorylierung wirkt.
Es wird unter dem Handelsnamen Shirlan als Fusariumbeize sowie gegen die Kraut- und Knollenfäule verwendet.

## Zulassung
Die EU-Kommission nahm Fluazinam 2008 in die Liste der in der EU zulässigen Wirkstoffe von Pflanzenschutzmitteln auf.
In Deutschland, Österreich und der Schweiz sind Pflanzenschutzmittel mit dem Wirkstoff Fluazinam zugelassen.
Im Juli 2025 widerrief Dänemark die Zulassung von 23 Pflanzenschutzmitteln mit Fluazinam und fünf weiteren PFAS-haltigen Wirkstoffen, weil diese im Boden und Grundwasser zu Trifluoressigsäure abgebaut werden können, mit Fristen bis Ende 2025 bzw. September 2026.

## Toxikologie
Fluazinam ist einer der stärksten bekannten Entkoppler der oxidativen Phosphorylierung. Verglichen mit Dinocap und Binapacryl ist Fluazinam jedoch deutlich weniger toxisch.